# 斯汗·吐鲁达恒
斯汗·吐鲁达恒（Зыхан Тұрдақын 1970年—），新疆布尔津人，哈萨克族，中华人民共和国政治人物、第十一届全国人民代表大会新疆地区代表。
担任新疆维吾尔自治区布尔津县窝依莫克乡阿合布鲁宫村村民。2008年起担任全国人大代表。